# Ceroplesis aestuans
Ceroplesis aestuans är en skalbaggsart som först beskrevs av Olivier 1795.  Ceroplesis aestuans ingår i släktet Ceroplesis och familjen långhorningar.
Artens utbredningsområde är:
- Benin.
- Mali.
- Senegal.
- Togo.

Inga underarter finns listade i Catalogue of Life.